# Carlos Pérez Barceló
Carlos Pérez Barceló (Alcoi, 23 d'abril de 1872 - ?) fou un empresari i polític valencià. Tenia una fàbrica de paper i militava al Partit Liberal Fusionista, pel qual en fou escollit diputat a la diputació d'Alacant el 1901 pel districte d'Alcoi-Villena. Aleshores també era vocal del comitè del partit a Alcoi, però poc després es passaria al sector "Demòcrata" de José Canalejas y Méndez. Entre gener de 1910 i maig de 1911 fou president de la Diputació d'Alacant i el 1909 conseller del Mont de Pietat d'Alcoi.
Mort Canalejas, el 1914 es va unir al sector liberal dirigit pel comte de Romanones, mercè el qual el 1916 fou designat senador per la província d'Alacant. Havia estat senador anteriorment el 1911, en substitució de Luis Palomo Ruiz. El 1936 fou declarat "enemic de la Segona República.